# Багатотарифні засоби обліку
Багатотари́фні (багатозонні) за́соби о́бліку — засоби вимірювальної техніки, які використовуються для визначення обсягу електричної енергії та реалізують процедуру погодинної реєстрації показів засобів обліку та/або реєстрації показів засобів обліку за зонами доби.
В Україні діють відповідні тарифи для власників багатозонних лічильників (лише для побутових споживачів).
Власники двозонних лічильників сплачуватимуть:
- 0,5 тарифу вночі (23:00 - 7:00);
- повний тариф в інші години.

Власники тризонних лічильників сплачуватимуть:
- 1,5 тарифу в години максимального навантаження (8:00 - 11:00; 20:00 - 22:00);
- повний тариф у напівпіковий період (7:00 - 8:00; 11:00 - 20:00; 22:00 - 23:00);
- 0,4 тарифу в години нічного мінімального навантаження (23:00 - 7:00).[1]